# Sainte-Croix (Aveyron)
 Sainte-Croix  (en occitano Santa Crotz) es una población y comuna francesa, situada en la región de Mediodía-Pirineos, departamento de Aveyron, en el distrito de Villefranche-de-Rouergue y cantón de Villeneuve.

## Demografía
| 597 | 539 | 541 | 601 | 608 | 632 |
| Para los censos de 1962 a 1999 la población legal corresponde a la población sin duplicidades (Fuente: INSEE [Consultar]) |     |     |     |     |     |